# Kapel van Onze-Lieve-Vrouw ten Pui
De Kapel van Onze-Lieve-Vrouw ten Pui is een kapel in Neerijse in de gemeente Huldenberg in de Belgische provincie Vlaams-Brabant.
De kapel ligt aan de Kapelweg en de Kapelbergstraat in het noordoostelijk deel van het dorp. De Kapelbergstraat is de hoofdweg vanuit het dorp richting het noorden en de Kapelweg verbindt de kapel rechtstreeks met het Kasteel van Neerijse/Kasteel d'Overschie.
De kapel is gewijd aan Onze-Lieve-Vrouw.

## Geschiedenis
In 1758 werd de kapel gebouwd als een slotkapel en werd gebruikt door de baronnen van Neerijse.
Sinds 2009 is de kapel beschermd als bouwkundig erfgoed.

### Legende
Volgens de legende vond een herder in het struikgewas langs de weg een houten beeldje aan van Onze-Lieve-Vrouw. De herder nam het beeldje mee, borg het op, maar de volgende dag was het verdwenen. Hij trof het opnieuw in het struikgewas aan. Dit herhaalde enkele malen, totdat de herder het beeldje op een pui bij de vindplaats plaatste.

## Opbouw
De bakstenen kapel is een hoog eenbeukig gebouw die in classicistische stijl is opgetrokken en tevens elementen heeft die lijken op de barokarchitectuur (reminiscenties). De kapel heeft aan beide zijden elk twee vensters en aan de voorzijde boven het portaal ook een groot venster. Boven dit raam bevindt zich het blazoen van de familie d'Overschies. Aan de achterzijde loopt de kapel uit in een blinde halfronde apsis. Op het dak van de kapel staat een dakruiter met een peervormige spits (peerspits). Aan de zuidoostzijde is er een sacristie aangebouwd.

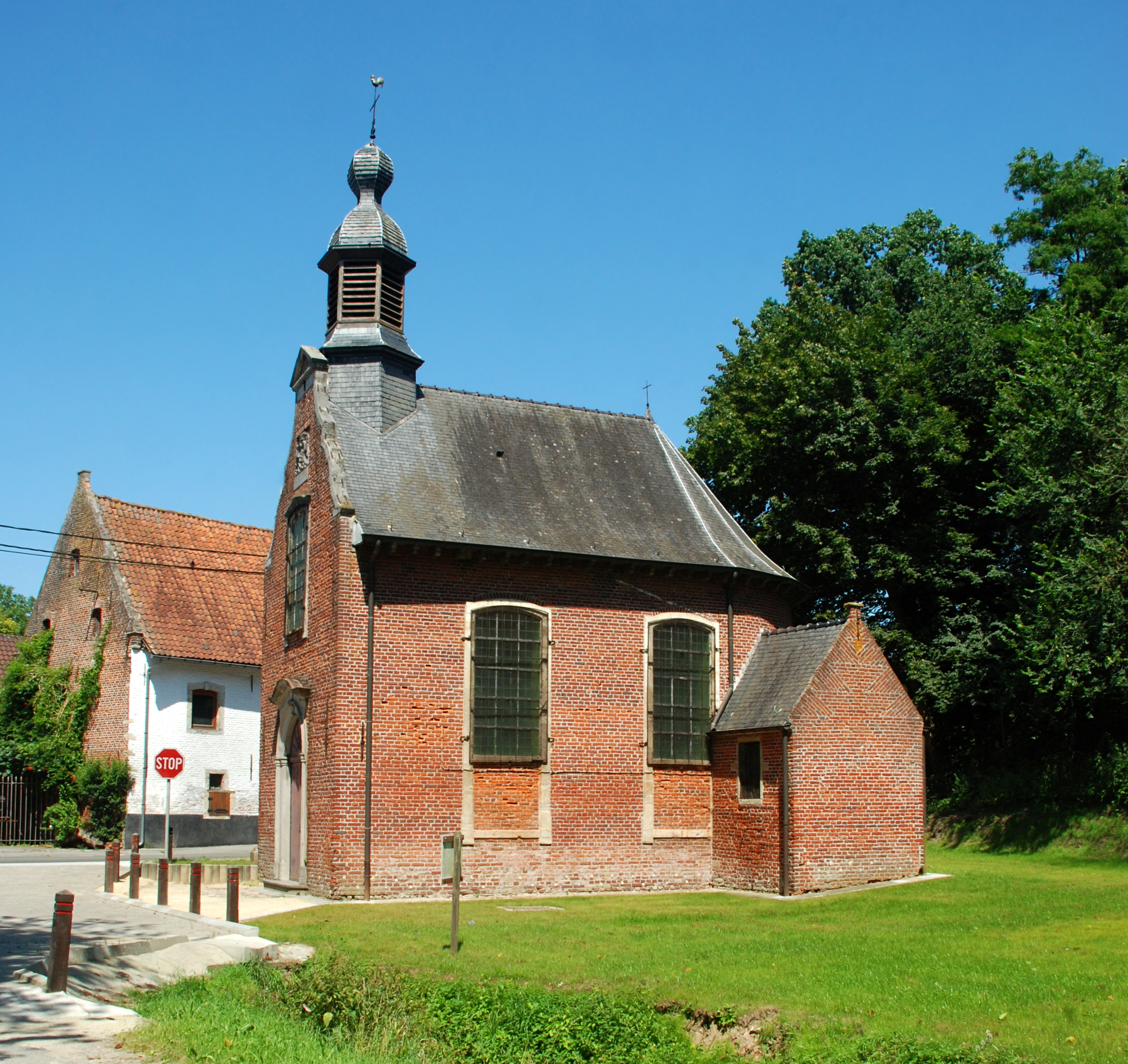
Zijgevel
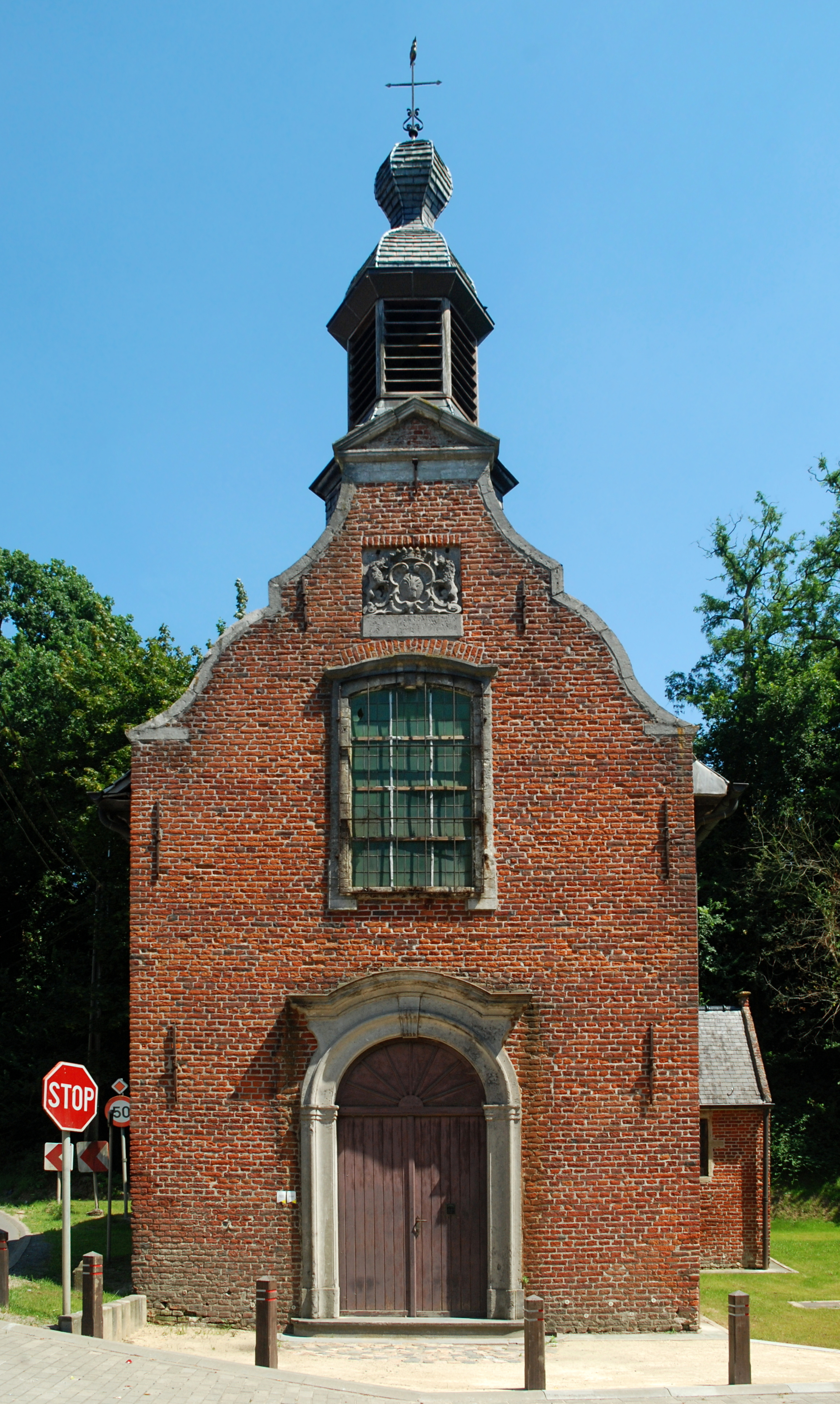
Voorgevel
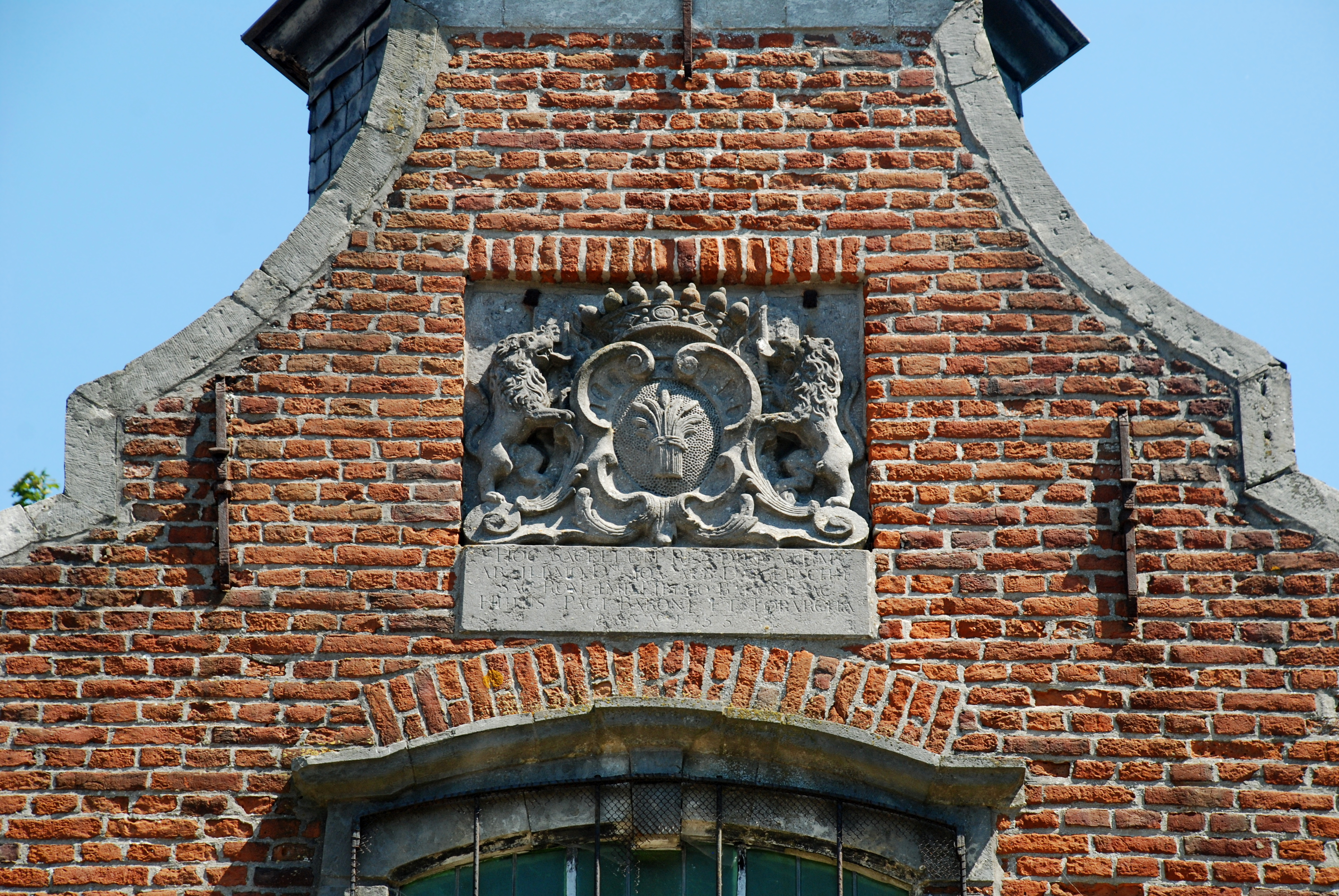
Blazoen